# Malenza
Malenza (en serbe cyrillique : Маленза) est un village du centre du Monténégro, dans la municipalité de Danilovgrad.

## Démographie

### Évolution historique de la population
| 1948 | 1953 | 1961 | 1971 | 1981 | 1991 | 2003 |
| ---- | ---- | ---- | ---- | ---- | ---- | ---- |
| 287  | 272  | 224  | 153  | 152  | 128  | 132  |